# Iolana
Genre
Iolana est un genre paléarctique de lépidoptères (papillons) de la famille des Lycaenidae et de la sous-famille des Polyommatinae.

## Systématique
Le genre Iolana a été décrit par l'entomologiste britannique George Thomas Bethune-Baker en 1914. Son espèce type est Lycaena iolas Ochsenheimer, 1816.
Certains auteurs mettent Iolana en synonymie avec Glaucopsyche.

## Liste des espèces
Ce genre compte entre trois et neuf espèces en fonction des sources ; Funet reconnaît les suivantes :
- Iolana iolas Ochsenheimer, 1816 — l'Azuré du baguenaudier — présent dans le Sud de l'Europe
- Iolana debilitata (Schultz, 1905) — l'Azuré d'Oranie — présent au Maghreb et dans la péninsule Ibérique — parfois considéré comme une sous-espèce de Iolana iolas.
- Iolana andreasi (Sheljuzhko, 1919) — présent en Iran et au Turkménistan.
- Iolana lessei Bernardi, 1964 — présent en Arménie et en Turquie — parfois considéré comme une sous-espèce de Iolana iolas.
- Iolana kermani Dumont, 2004 — présent en Iran.
- Iolana arjanica Rose, 1979 — présent en Iran.
- Iolana alfierii Wiltshire, 1948 — présent en Jordanie et en Égypte.
- Iolana gigantea (Grum-Grshimailo, 1885) — présent en Asie centrale.
- Iolana gilgitica (Tytler, 1926) — présent au Pakistan.